# Under Reprisal
Under Reprisal — дебютный студийный альбом канадской метал-группы Threat Signal, вышедший в 2006 году. Альбом был спродюсирован Кристианом Олде Волберсом из Fear Factory и разошёлся тиражом около 18 000 экземпляров.
Стилистически Under Reprisal представляет собой синкопированный мелодичный грув-метал. Вот как альбом характеризуется самой группой:

Джон Говард:

Неистовые синкопированные риффы, мощные крики, потрошащие гитарные соло, олд-скул трэш, мелодичное пение, динамические музыкальные пассажи, броские ходы, гармоничные ведущие гитары — в альбоме есть всё это! Мы вложили всё, что любим в музыке, в наше звучание и создали очень необыкновенную запись.
Оригинальный текст (англ.)Driving syncopated riffs, powerful screams, ripping guitar solos, old school thrash, melodic singing, dynamic musical passages, catchy hooks, harmonious guitar leads, this album has it all! We put everything we love about music into our sound, and created a very unique record.

## Список композиций
| №   | Название                    | Длительность |
| --- | --------------------------- | ------------ |
| 1.  | «Rational Eyes»             | 3:35         |
| 2.  | «As I Destruct»             | 4:10         |
| 3.  | «One Last Breath»           | 3:47         |
| 4.  | «Seeing Red»                | 3:39         |
| 5.  | «A New Beginning»           | 4:25         |
| 6.  | «Counterbalance»            | 5:37         |
| 7.  | «Inane»                     | 6:07         |
| 8.  | «Now»                       | 3:19         |
| 9.  | «Faceless»                  | 3:11         |
| 10. | «Haunting»                  | 3:20         |
| 11. | «When All Is Said And Done» | 5:42         |

## Участники записи
- Джон Говард — вокал
- Кайл Маккнайт — гитара
- Рич Говард — гитара и бэк-вокал
- Марко Брессетт — бас-гитара
- Джордж Парфитт — ударные

### Дополнительные факты
- Вся работа по записи заняла 6 недель[источник не указан 3394 дня].
- Кристиан Олде Волберс задействован в качестве бэк-вокалиста на треках «One Last Breath», «Haunting», «When All Is Said And Done», «Now», and «Faceless».
- Вся лирика написана Джоном Говардом.